# Rejon koływanski
Rejon koływański (ros Колыванский район) – rejon będący jednostką podziału administracyjnego rosyjskiego obwodu nowosybirskiego.

## Historia
Rosyjska obecność na ziemiach dzisiejszego rejonu koływańkiego zaczyna ię jeszcze w XVII wieku. Samo miasto Koływań zostaje oficjalnie utworzone w 1713 roku jako miejsce zesłań. Obszar ten pełnił także rolę umocnionego terenu granicznego, a sam Koływań był twierdzą mającą chronić państwo rosyjskie przed atakami Kirgizów. W 1822 roku otrzymuje obecną nazwę, a w 1823 roku przechodzi pod jurysdykcję tomskiej guberni. Sam obszar był słabo zaludniony, w Koływaniu w 1826 roku mieszkało tu 800 osób, w 1861 roku było to 1151 osób, a w 1862 roku liczba mieszkańców osiedla koływańskiego wyniosła 2760 ludzi. Mieszkańcy tego regionu trudnili się głównie rolnictwem i przetwórstwem, pracami okołorolniczymi, hodowlą, ale przede wszystkim słynęli z rybołówstwa. Przez teren ten przepływała rzeka Ob oraz znajdowało się ponad 80 różnej wielkości jezior, które dostarczały obfitość ryb. W okresie rosyjskiej wojny domowej tereny te zostają zajęte przez wojska Białych i podlegają rządowi admirała Aleksandra Kołczaka. Po jego klęsce włączone w skład państwa bolszewickiego. Władza sowiecka w 1925 roku powołuje na tym terenie rejon koływański. Po kilku przekształceniach administracyjnych, ostatecznie od 1937 roku wchodzi w skład obwodu nowosybirskiego. W czasach stalinowskich przechodzi przez program forsownej kolektywizacji. Władze rozwijają tu przede wszystkim przemysł związany z połowem ryb i ich przetwórstwem, a także przemysł drzewny.

## Charakterystyka
Rejon koływański położony jest w północno-wschodniej części obwodu nowosybirskiego. Głównym bogactwem naturalnym regionu jest przepływająca przez jego teren rzeka Ob oraz liczne jeziora, co umożliwia wspomniany już rozwój rybołówstwa. Na terenie rejonu znajdują się także zasoby gliny, żwiru oraz różnego rodzaju kamienia i minerałów. Ludność żyje głównie z rolnictwa, które stanowi najważniejszą gałąź rejonowej gospodarki. Oprócz tego rozwinięte jest także przetwórstwo wytworów rolnych, przemysł drzewny oraz obróbka metali i minerałów. Ogólna liczba terenów rolniczych wynosi 185 700 hektarów, z czego faktycznie pod uprawę wykorzystuje się 143 400 hektarów. W 2010 roku koływańskie rolnictwo wyprodukowało 95 400 ton różnych zbóż. Zwierzęta hodowane na tym obszarze to m.in. bydło, świnie oraz konie. Istnieją także specjalistyczne farmy skupiające się na hodowli owiec, królików oraz kóz. Rolnictwo w rejonie koływańskim daje zatrudnienie 45,2% ludności zdolnej do pracy. Ważną gałęzią miejscowej gospodarki jest wspomniane już wielokrotnie rybołówstwo oraz związane z nim przetwórstwo ryb. Przemysł skupia się głównie na wycince drzew i przetwarzaniu drewna, a także na produkcji polietylenowych rur oraz produkcji materiałów budowlanych.
Rejon koływański położony jest około 50 kilometrów od obwodowej stolicy, Nowosybirska, przebiega przez jego tereny szlak komunikacyjny łączący Nowosybirsk z Tomskiem, co sprawia, że jest to atrakcyjny ośrodek inwestycyjny na mapie obwodu. Na terenie rejonu działa 7 publicznych szkół podstawowych, 14 szkół średnich oraz 7 oddziałów przedszkolnych. Działa tu ponad 50 placówek kulturalnych, 21 bibliotek różnego typu, a także muzeum rejonowe. Rejon dysponuje 51 ośrodkami sportowymi, w tym 19 halami sportowymi, stadionem, lodowiskiem hokejowym oraz infrastrukturą narciarską. Opiekę zdrowotną zapewniają dwa szpitale rejonowe oraz 26 innych placówek medycznych. Rejon koływański dzieli się na 12 osiedli, w tym 11 osiedli typu wiejskiego oraz jedno typu miejskiego.

## Demografia
Liczba ludności w 2010 roku rejonu koływańskiego według oficjalnych federalnych statystyk miała wynieść 25 736 osób, a lokalne dane wskazują, że w 2011 roku na tym obszarze mieszkało 25 737 ludzi. Zauważalny jest spadek liczby ludności, w 1998 roku żyło tutaj 28 400 mieszkańców, jest to spowodowane głównie emigracją do wielkich miast oraz ujemnym przyrostem naturalnym. Średnia płaca na terenie rejonu w 2010 roku wyniosła 6792 ruble.

### Podział narodowościowy
- Rosjanie - 90%
- Tatarzy - 3,5%
- Czuwasze - 1,1%
- Niemcy - poniżej 1%
- Ukraińcy - poniżej 1%
- Białorusini - poniżej 1%[12]

### Liczba ludności w ostatnich latach
| Rok  | Liczba ludności |
| ---- | --------------- |
| 1998 | 28 400          |
| 2007 | 25 765          |
| 2008 | 25 612          |
| 2009 | 25 752          |
| 2010 | 25 736          |
| 2011 | 25 737          |